# Sonic Drive-In

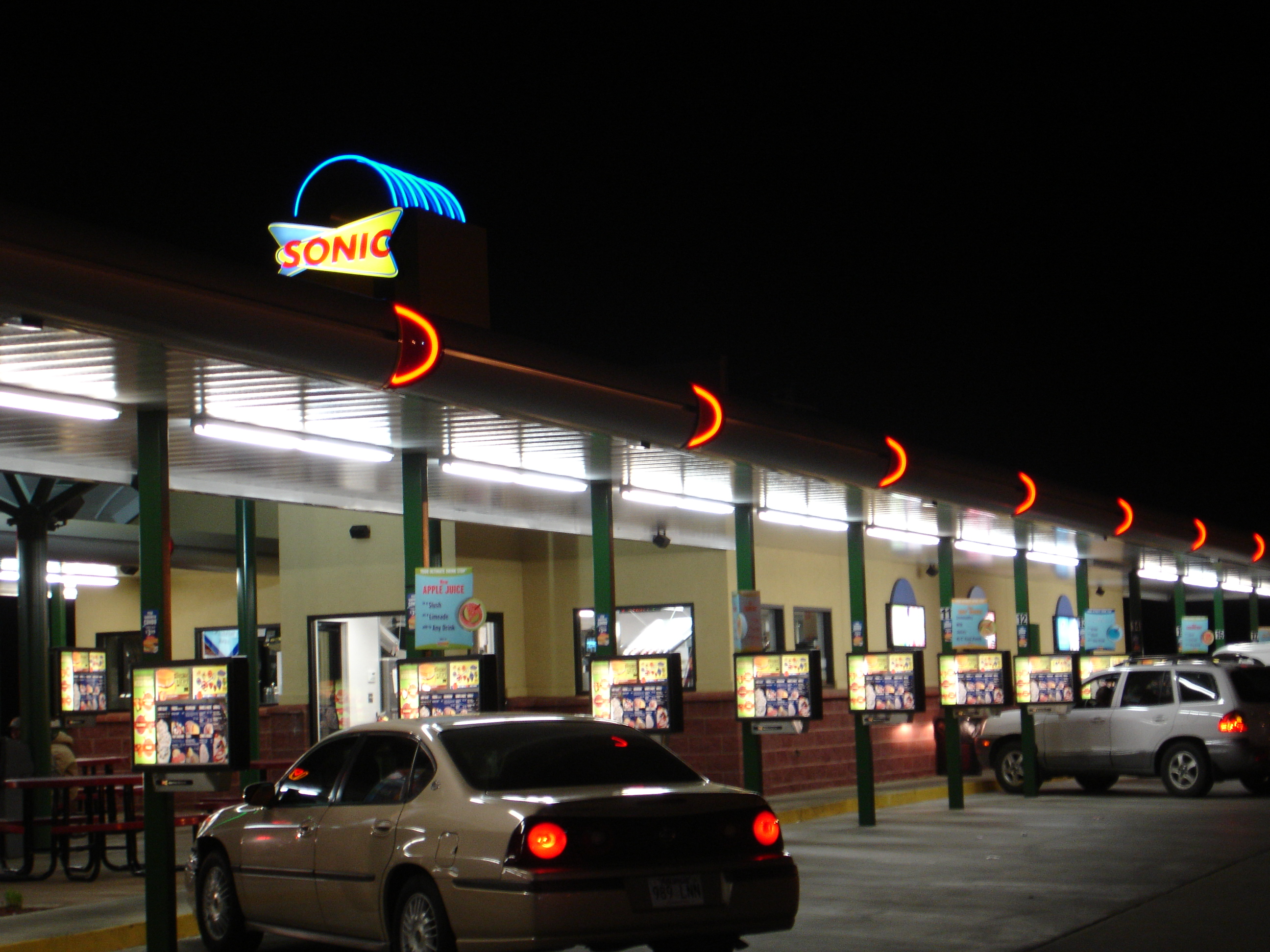
Un Sonic Drive-In de Jacksonville, en Arkansas.

Sonic Drive-In  est une chaîne américaine de restauration rapide, avec service à l'auto, basée à Oklahoma City, dans l'État de l'Oklahoma. Fondée par Troy Smith dans les années 1950, la chaîne est notamment connue pour ses serveuses à l'auto en patins à roulettes ; elle organise à ce titre, chaque année, une compétition entre ses employés pour déterminer le meilleur patineur du restaurant.
En 2011, la chaîne totalise 3561 restaurants répartis dans 43 des États américains.
La société était cotée en bourse NASDAQ sous le code SONC.

## Histoire
En 2018 la société est rachetée par Inspire Brands pour 2,3 milliards USD. Le titre est retiré de cotation.